# Arboreto de Miera
El Arboreto de Miera es un arboreto de 80 hectáreas de extensión en la "parroquia de Espinaréu" (Espinaredo), Concejo de Piloña, Asturias, España.

## Localización
Se encuentra en la confluencia del río Infierno con un arroyo donde pasa a denominarse Espinaréu, y en la cercanía del parque natural de Redes.

## Historia
Explica el cronista oficial de Piloña, Andrés Martínez Vega, que el río Infierno es así nombrado como sinónimo de terreno de gran difilcutad, complicado y escarpado. Junto al cauce de este río transcurrió una calzada medieval que conectaba la villa de Sellón con el pueblo de Espinaréu, que se fundó como localidad en la Alta Edad Media. 
Las cuevas presentes en las inmediaciones de Espinaréu, las de Ferrán y Aviao, estudiadas en el siglo XIX por el "Conde de la Vega de Sella", albergaron restos arqueológicos que indican que esta zona estuvo ya poblada en época prehistórica. 

## Colecciones
Ejemplares maduros de robles, castaños, nogales, alisos, avellanos, hayas y abedules conviven en el Arboreto de Miera junto con pinos, abetos y acebos plantados hace algo más de un cuarto de siglo y que aún no han conocido la explotación maderera humana. 